# W·卡勒布·麦克丹尼尔
W·卡勒布·麥克丹尼爾（英語：William Caleb McDaniel，1979年8月2日—）是一位美國歷史學家，他是萊斯大學歷史系副教授。

## 早年生活及教育
W·卡勒布·麥克丹尼爾於1979年8月2日出生於美國德克薩斯州，青少年時期曾就讀湯瑪斯·C·克拉克高中，在此時，他立志要成為一名歷史學家。 
W·卡勒布·麥克丹尼爾於獲得獎學金後，就讀德克薩斯農工大學並獲得學士學位及碩士學位，之後他進入約翰霍普金斯大學攻讀博士學位，並於2006年獲得。 

## 職業
獲得博士學位後，W·卡勒布·麥克丹尼爾在前往萊斯大學擔任副教授之前曾在丹佛大學擔任歷史系助理教授。

## 著作及獲獎
W·卡勒布·麥克丹尼爾撰寫了《自由的甜蜜味道：美國奴隸制和恢復原狀的真實故事》這本書，於2019年出版。他因此書獲得2020年普利茲歷史獎。